# 뤄쓰펀

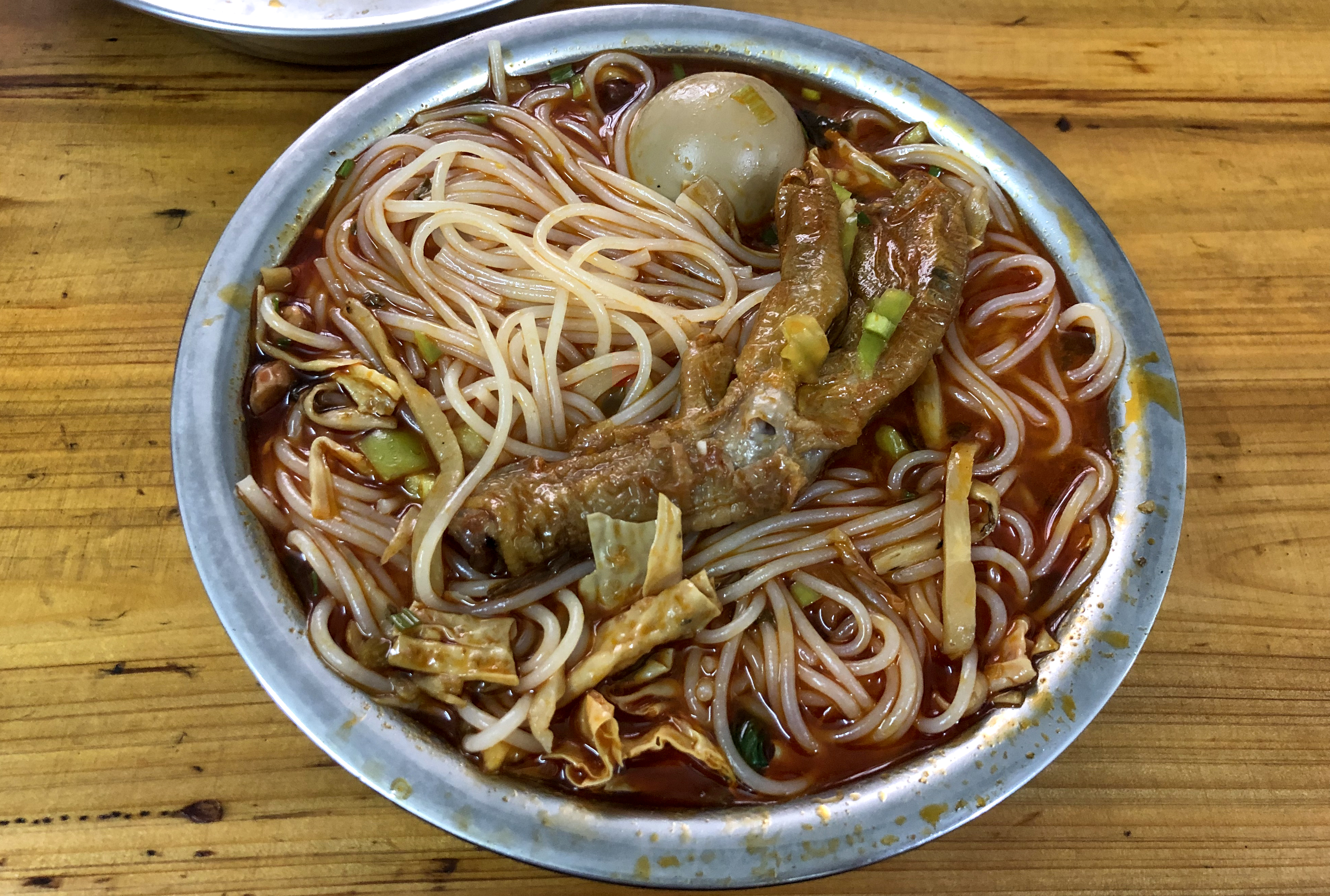
뤄쓰펀

뤄쓰펀(중국어: 螺蛳粉, 병음: luósīfĕn)은 중국 광시 좡족 자치구 류저우시의 전통 음식이다. 보통 우렁이로 우려낸 육수에 산순, 산내, 팔각, 계수나무, 정향나무 등으로 맛을 내어 만든다.

## 역사

### 첫 번째 가설
1980년대 전설에 따르면, 어느 날 저녁 굶주린 외국인 관광객들이 류저우시로 여행을 갔다가 막 문을 닫으려는 쌀국수를 파는 식당을 우연히 발견했다고 한다. 주로 쌀국수를 만드는 것에 쓰이는 뼈를 우려낸 국물은 이미 다 팔렸고, 우렁이를 삶은 육수만이 남아있었다. 그래서 주인은 쌀국수를 우렁이 육수에 넣고 채소와 땅콩, 말린 두부 반찬을 곁들여 대접했다. 류저우에 온 이 관광객들은 이 음식을 맛있어 했고, 주인이 이것에 감명을 받아 재료와 레시피를 개선하기 시작해 서서히 뤄쓰펀의 원형을 만들었다고 한다.

### 두 번째 가설
당나라의 문학가인 유종원(柳宗元)은 광시성 류저우시에 유배된 뒤, 그 충격에 식음을 전폐했다고 한다. 아무것도 먹지 않아서 유종원의 몸이 점점 약해지는 것을 걱정한 담당 요리사가 어느 날 강가에서 우렁이를 잡아와 국수를 만들었고, 유종원은 그 국수를 매우 맛있게 먹었다. 그 이후로 뤄쓰펀은 꾸준히 사랑받아와서 오늘날 류저우시의 전통 별미가 되었다고 한다.

## 같이 보기
- 쌀국수